# Distrito de Qardaha
El distrito de Qardaha (en árabe: منطقة القرداحة, latinizado como manṭiqat al-Qardāḥah) es un distrito de la gobernación de Latakia ubicado al  noreste de Siria. Su capital es la ciudad de Qardaha. En el censo de población de 2004, el distrito tenía una población de 75 279 habitantes

## Subdistritos
El distrito de Qardaha está dividido en 4 subdistritos o también llamados nawāḥī (población censo de 2004):
- Qardaha Nahiyah (ناحية القرداحة): población de 44,510 habitantes

- Harf al-Musaytirah Nahiyah (ناحية حرف المسيترة): población de 6,669 habitantes.

- Al-Fakhurah Nahiyah (ناحية الفاخورة): población de 18,357 habitantes.

- Jawbat Burghal Nahiyah (ناحية جوبة برغال): población de 5,743 habitantes.